# Sardi's
O Sardi's é um restaurante de cozinha europeia localizado na 234 West 44th Street, entre a Broadway e a Oitava Avenida, no Theater District de Manhattan, Nova York. Sardi abriu em sua localização atual em 5 de março de 1927. É conhecido pelas caricaturas de celebridades da Broadway em suas paredes, das quais existem mais de mil.
Sardi's foi fundado por Vincent Sardi e sua esposa Jenny Pallera, que já havia operado um restaurante nas proximidades entre 1921 e 1926. Para atrair clientes, Sardi Sr. contratou o refugiado russo Alex Gard para desenhar caricaturas em troca de comida grátis. Mesmo após a morte de Gard, Sardi continuou a fazer caricaturas. Após a morte de Vincent Sardi, em 1969, o restaurante começou a declinar na década de 1980, sendo vendido em 1986. Depois de fechar temporariamente em 1990, reabriu com novos funcionários.
O restaurante é hoje considerado uma instituição no teatro da Broadway. Ao longo dos anos, o restaurante ficou conhecido como um ponto de encontro pré e pós teatro, bem como um local para festas noturnas de abertura, e foi onde a idéia do Tony Award foi criada.

## Criação e primeiros anos
Melchiorre Pio Vincenzo "Vincent" Sardi (San Marzano Oliveto, Itália em 23 de dezembro de 1885 - 19 de novembro de 1969) e sua esposa Eugenia ("Jenny") Pallera (Castell'Alfero, Itália em 14 de julho de 1889 - 17 de novembro de 1978) abriu seu primeiro restaurante, The Little Restaurant, no porão da 246 West 44th Street em 1921. Quando o prédio foi demolido em 1926 para dar lugar ao St. James Theatre, Sardi e Pallera aceitaram uma oferta dos magnatas do teatro, os irmãos Shubert, de se mudarem para um novo prédio que os irmãos estavam erguendo no quarteirão. O novo restaurante, Sardi's, abriu em 5 de março de 1927.  
Quando os negócios desaceleraram após a mudança, Vincent Sardi procurou um artifício para atrair clientes. Recordando as caricaturas de estrelas de cinema que decoravam as paredes do Joe Zelli's, um restaurante e clube de jazz parisiense, Sardi decidiu recriar esse efeito em seu estabelecimento. Ele contratou um refugiado russo chamado Alex Gard (1898–1948; nascido Alexis Kremkoff em Kazan, Rússia) para atrair celebridades da Broadway. Sardi e Gard assinaram um contrato que afirmava que Gard faria as caricaturas em troca de uma refeição por dia no restaurante. A primeira caricatura oficial de Gard foi de Ted Healy, o vaudeviliano criador dos dos Três Patetas. Quando o filho de Sardi, Vincent Sardi Jr. (1915–2007), assumiu as operações de restaurantes em 1947, ele se ofereceu para alterar os termos do contrato de Gard. Gard recusou e continuou a desenhar as caricaturas em troca de refeições, desenhando 720 caricaturas para Sardi até sua morte de 1948.

## Auge da popularidade

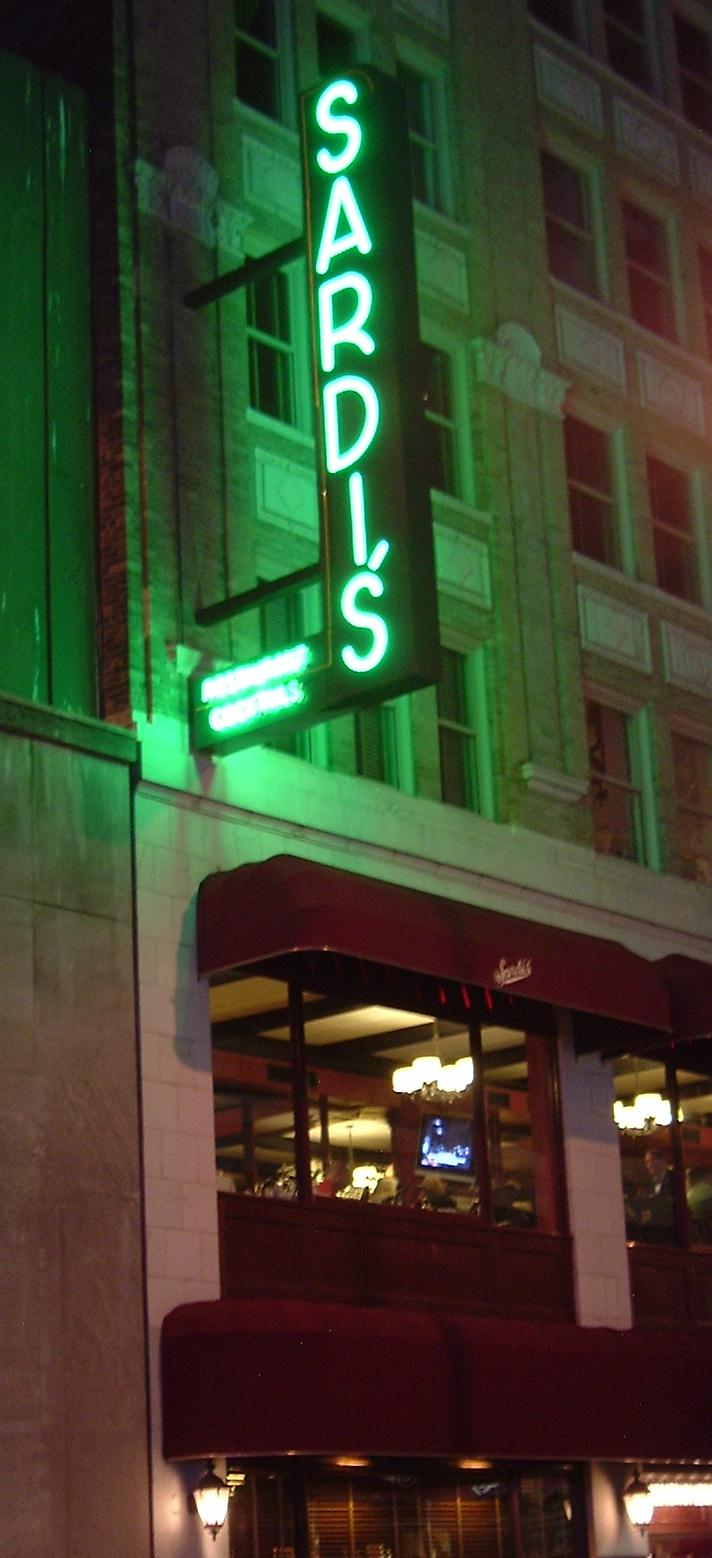
Sinal de néon de Sardi

As menções frequentes do restaurante nas colunas de jornais de Walter Winchell e Ward Morehouse aumentaram a popularidade crescente de Sardi. Winchell e Morehouse pertenciam a um grupo de jornalistas, agentes de imprensa e críticos de teatro que se reuniam para almoçar regularmente no Sardi's e se referiam a si mesmos como o  Cheese Club (Clube do Queijo). Heywood Broun, Mark Hellinger, agente de imprensa Irving Hoffman, ator George Jessel e Ring Lardner também eram membros do Cheese Club. De fato, foi Hoffman quem levou Alex Gard ao Sardi's para almoçar na mesa do Cheese Club. Gard desenhou caricaturas dos membros do Cheese Club e Vincent Sardi os pendurou em cima da mesa. Foi então que Sardi relembrou os desenhos na Zelli e fez seu acordo com Gard.
O restaurante ficou conhecido como um ponto de encontro antes e depois do teatro, bem como um local para as festas noturnas de abertura. Vincent Sardi, um amante de teatro, manteve o restaurante aberto muito mais tarde do que outros na área para acomodar os horários dos artistas da Broadway. Sardi faturou cerca de US$ 1 milhão em receita anual no final dos anos 50. Vincent Sardi morreu em 1969, aos 83 anos, e o controle de Sardi passou para seu filho Vincent Jr. Sob a liderança de Vincent Jr., os revisores de alimentos começaram a criticar o restaurante por ser sujo. Mimi Sheraton, crítica gastronômica do New York Times, disse em 1981 que "comida, serviço e serviço de limpeza na Sardi's deixam quase tudo a desejar".
A família Sardi era dona do restaurante por seis décadas, até 1984, quando a Sardi's foi vendida para a Show Biz Restaurant Inc. Na época, a George Lang Corporation estava planejando uma reforma do restaurante em um futuro próximo. No entanto, em junho de 1985, Vincent Sardi Jr. indicou que o acordo não havia sido aprovado e que ele ainda era dono do restaurante; de acordo com especialistas do setor, ele estava pedindo pelo menos US$ 7 milhões a um potencial comprador. Vincent Jr. vendeu Sardi's para Ivan Bloch, que chefiou a Sardi's Inc., em setembro de 1986. Depois que Bloch não fez os pagamentos e não pagou em abril de 1989, sua dívida foi reestruturada. A propriedade foi transferida para a Broadway Holdings Inc., que adquiriu a Sardi's Inc. Quando os proprietários faliram novamente em junho de 1989, a Sardi pediu a falência e, em junho de 1990, fechou temporariamente. O restaurante reabriu em novembro de 1990 com novos funcionários. Após a reabertura, as análises de Sardi tenderam a ser mais positivas.
Enquanto a família Sardi era italiana, a cozinha do restaurante não era; ao contrário, tendia a "comida inglesa", um menu continental. Em 1957, Vincent Sardi Jr. colaborou com Helen Bryson para compilar um livro de receitas das receitas de Sardi. O Curtain Up at Sardi's contém cerca de 300 receitas que variam de um sanduíche de queijo grelhado a um coquetel de champanhe. Em 1987, no entanto, Zagat estava descrevendo a comida como "um motivo de riso culinário". Um cliente pesquisado chamou Sardi de "a mordaça mais longa da Broadway".

### Outros locais
Vários locais alternativos de Sardi foram abertos ao longo dos anos, mas todos foram posteriormente fechados ou vendidos. Em 1932, um local do Sardi's em Los Angeles foi aberto no Hollywood Boulevard, onde era igualmente popular entre as celebridades. Foi destruído em um incêndio em 1936. Vincent Sardi Sr. abriu o Sardi's East, um restaurante de comida francesa, na 123 East 54th Street, em 1958. Foi vendido em 1968 e rrenomeado de Jockey Club. Em 1974, foi anunciado que Vincent Sardi Jr. abriria um Jantar-Teatro de 700 lugares em Baldwin, Nassau County, Nova York. O jantar-teatro abriu em setembro de 1974; no entanto, não foi lucrativo e só funcionou por dois anos antes do fechamento.

## Hoje

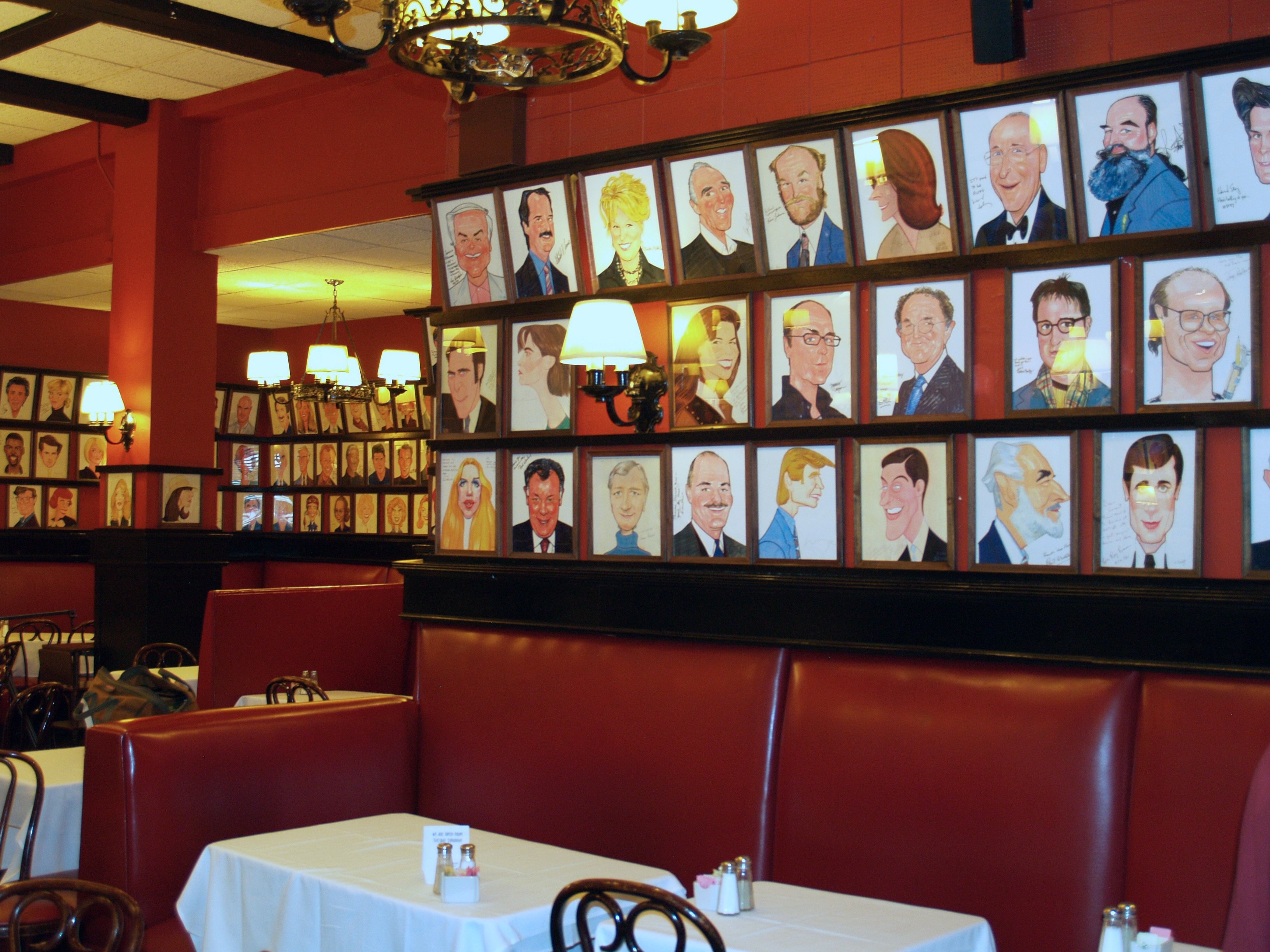
A sala de jantar do térreo, com caricaturas de celebridades nas paredes superiores

Sardi é o berço do Tony Award; após a morte de Antoinette Perry em 1946, seu parceiro, produtor e diretor teatral Brock Pemberton, estava almoçando no Sardi's quando teve a ideia de um prêmio de teatro a ser concedido em homenagem a Perry. Por muitos anos, a Sardi's foi o local onde as indicações ao Tony Award foram anunciadas. Vincent Sardi Sr. recebeu um Tony Award especial em 1947, o primeiro ano dos prêmios, por "fornecer uma casa transitória e uma estação de conforto para o pessoal do teatro no Sardi's por 20 anos". Em 2004, Vincent Sardi Jr. recebeu um Tony Honor por Excelência no Teatro. Sardi's também é o local para a apresentação do Outer Critics Circle Awards, além de muitos outros eventos da Broadway, coletivas de imprensa e comemorações.
Hoje, o restaurante é considerado uma instituição da Broadway, ao ponto que o compositor Stephen Sondheim apontou para ele ao lamentar a mudança do clima do teatro de Nova York em uma entrevista de 2000. Questionado sobre a comunidade da Broadway, Sondheim respondeu: "Não há absolutamente nenhum. Os escritores escrevem um programa a cada dois ou três anos. Quem se reúne na Sardi's? O que há para se reunir? Os programas apenas ficam nos cinemas e por último".

## Caricaturas
Durante sua vida, Alex Gard desenhou mais de 720 caricaturas para Sardi. Gard morreu em 1948 depois de sofrer um ataque cardíaco no metrô. Depois de Gard, John Mackey assumiu o desenho do restaurante, mas logo foi substituído por Donald Bevan. Bevan, um veterano das Forças Aéreas do Exército dos EUA e ilustrador, fez os desenhos por mais de 20 anos, quando se aposentou. Ele foi substituído por Richard Baratz. Baratz, que vive na Pensilvânia, continua até hoje como o caricaturista da Sardi. Em 2010, existiam mais de 1.300 caricaturas de celebridades em exibição.
Segundo a porta-voz do ator Robert Cuccioli, Judy Katz, em entrevista à Playbill : "No dia em que Jimmy Cagney morreu, sua caricatura foi roubada do muro de Sardi. Desde então, quando os desenhos são feitos, os originais entram em um cofre e duas cópias são feitas. Um vai para o assunto de sorte da caricatura, o outro na parede do Sardi. Dessa forma, ladrões em potencial não terão seu momento".
Em 1979, Vincent Sardi Jr. doou uma coleção de 227 caricaturas do restaurante para a Coleção Billy Rose Theatre da Biblioteca Pública de Nova York para as Artes Cênicas.

## Transmissões de rádio
Em 8 de março de 1947, Vincent Sardi Jr. iniciou um programa de rádio transmitido ao vivo da sala de jantar do Sardi, chamado Luncheon at Sardi's. Foi apresentado originalmente por Bill Slater. Os anfitriões subsequentes foram Tom Slater, Ray Heatherton e Arlene Francis. Atualmente, na Rádio WOR, Joan Hamburg ocasionalmente faz transmissões da Sardi's.